# Eva Parera i Escrichs
Eva Parera i Escrichs (Barcelona, 27 d'agost de 1973) és una advocada, empresària i política catalana. Actualment és Regidora Portaveu del Grup Municipal Barcelona pel Canvi, a l'Ajuntament de Barcelona, Diputada al Parlament de Catalunya i Secretaria General del partit polític Barcelona pel Canvi.

## Biografia
Llicenciada en Dret per la Universitat Abat Oliba, va cursar després un postgrau per la Universitat de Barcelona en gestió fiscal i financera d'entitats esportives. És sòcia fundadora del despatx de lletrats, Premiums Sport Legal, especialitzat en l'àmbit de l'esport professional. També és conferenciant.
El 2006 es va incorporar a Unió Democràtica de Catalunya (UDC), on va ser membre del seu Comitè de Govern i responsable de política sectorial. En les eleccions municipals de 2007 va ser escollida regidora de l'Ajuntament de Corbera de Llobregat, on va ocupar la regidoria d'Economia i Hisenda, i consellera comarcal del Baix Llobregat.
El febrer de 2011, durant el final de la novena legislatura, va ser designada senadora pel Parlament de Catalunya. El gener de 2013, ja en la desena legislatura, va renovar l'escó en el Senat també dins del contingent designat pel Parlament català. En la seva activitat com a membre de la cambra alta, en el seu primer mandat va ser secretària segona de la Mesa del Senat. Va ser portaveu adjunta del grup català de Convergència i Unió (CIU), membre de la Diputació Permanent, de la Comissió Mixta Congrés-Senat per la Unió Europea, vocal titular del Consell d'Europa i vocal titular de la delegació espanyola en l'Assemblea Parlamentària del Consell d'Europa, així com altres càrrecs. El 15 de juliol de 2014, després de deixar el seu escó al Senat per "motius personals", fou designada consellera del Consell Audiovisual de Catalunya. Va militar a Units per Avançar, partit hereu d'Unió Democràtica de Catalunya, des de la fundació fins a finals de 2018.
Fou candidata amb el número 4 de la llista de Barcelona pel Canvi-Ciutadans per a les eleccions municipals de 2019 a Barcelona encapçalada per Manuel Valls. Elegida regidora, va votar conjuntament amb Manuel Valls a favor de la investidura d'Ada Colau com a alcaldessa. Aquesta actuació, van evitar que Esquerra Republicana de Catalunya, liderada per Ernest Maragall, governés la ciutat de Barcelona. A l'Ajuntament de Barcelona és regidora portaveu del Grup Municipal Barcelona pel Canvi i Secretaria General del partit polític Barcelona pel Canvi.
A principis de gener del 2021, amb la vista posada en les eleccions catalanes del 14 de febrer, es va integrar com a independent de Barcelona pel Canvi en la llista del PPC per Barcelona. A les eleccions, va ser elegida diputada al Parlament de Catalunya, càrrec que va ocupar fins al febrer de 2022, després que impulsés la creació del partit Valents.